# Онсизон
Онсизон (фр. Ancizan) насеље је и општина у јужној Француској у региону Миди Пирене, у департману Горњи Пиринеји која припада префектури Бањер де Бигор.
По подацима из 2011. године у општини је живело 298 становника, а густина насељености је износила 7,46 становника/km². Општина се простире на површини од 39,97 km². Налази се на средњој надморској висини од 725 метара (максималној 2.843 m, а минималној 734 m).

## Демографија
| 1962. | 1968. | 1975. | 1982. | 1990. | 1999. | 2011. |
| ----- | ----- | ----- | ----- | ----- | ----- | ----- |
| 257   | 271   | 239   | 232   | 233   | 254   | 298   |

График промене броја становника у току последњих година